# Архонское шоссе (Владикавказ)
Архонское шоссе — шоссе во Владикавказе, Северная Осетия, Россия. Находится в Северо-Западном муниципальном округе. Является продолжением проспекта Коста на северо-запад в сторону станицы Архонской и города Ардон. Является частью автодороги Р-295. Начинается от Московской улицы в районе Архонского перекрестка.

## Объекты
- 1 — Автовокзал № 1.
- 1 — НПО «Полимер».
- 5 — ГАИ ГИБДД МВД по РСО-А[2].
- 7 — Ресторан «Регах».
- Ресторан «Дигория»,
- Мясной гипермаркет «Деликат-Премиум»,
- Сеть гипермаркетов «Леруа Мерлен»,
- Автозаправка «Гефест»,
- Автозаправка «Роснефть»,
- Магазин автозапчастей «Омега»,
- Магазин «Автозвук»,
- Ресторанно-гостиничный комплекс «Эль-Поле»,
- Автотехцентр «Алания-авто»,
- автозаправка «Газпром»,
- Ресторанно-курортный комплекс «Фермер».